# Górotwór (geologia)
Górotwór (orogen) – obszar sfałdowany i wypiętrzony w wyniku ruchów górotwórczych (orogenez). Oznacza zespół warstw skalnych poddanych razem ruchom górotwórczym. 

## Budowa górotworu
Warstwy skalne są sfałdowane, czasami mają budowę płaszczowinową, często pocięte licznymi uskokami oraz intruzjami magmowymi. Niekiedy zdarza się, głównie w górach zrębowych, że znaczne części górotworu cechują się budową płytową (tzn. warstwy skalne zalegają poziomo na dużej powierzchni). Obszary o budowie płytowej wykazują w niektórych regionach łagodne nachylenie warstw skalnych w jednym kierunku pod niewielkim kątem, wspólnym dla całego nachylonego zespołu warstw. Taka struktura określana jest jako monoklina. Większość górotworów jest zaburzona na skutek ruchów tektonicznych.